# Lutzomyia leonidasdeanei
Lutzomyia leonidasdeanei är en tvåvingeart som först beskrevs av Fraiha H., Ryan L., Ward R. D., Lainson R., Shaw J. J. 1986.  Lutzomyia leonidasdeanei ingår i släktet Lutzomyia och familjen fjärilsmyggor. Inga underarter finns listade i Catalogue of Life.